# ویلیام بار
ویلیام پی. بار (انگلیسی: William P. Barr؛ زادهٔ ۲۳ مهٔ ۱۹۵۰) وکیل اهل ایالات متحده آمریکا است که دادستان کل ایالات متحده در دولت های جرج اچ دابلیو بوش و دونالد ترامپ بوده است. وی از سال ۱۹۹۳ تا ۱۹۹۵ در دولت جرج اچ دابلیو بوش ۷۷مین دادستان کل ایالات متحده آمریکا بوده‌ و در دولت  دونالد ترامپ از ۱۴ فوریه ۲۰۱۹ تا ۲۳ دسامبر ۲۰۲۰ داستان کل بوده که مریک گارلند جانشین وی شد.